# Zijkanaal C (Noord-Holland)
Zijkanaal C is een kanaal in de Nederlandse provincie Noord-Holland. Het is een zijtak van het Noordzeekanaal. Vanuit Spaarndam is het Noordzeekanaal te bereiken via dit zijkanaal.
Het kanaal is ongeveer 3,5 kilometer lang en ligt tussen het Noordzeekanaal en de Grote Sluis in Spaarndam. Het heeft een diepte van zo’n 5 meter.
Zijkanaal C is tevens een belangrijke afwatering naar het Noordzeekanaal van het gemaal Spaarndam van het Hoogheemraadschap van Rijnland.
De A9 en de N202 hebben een beweegbare brug over dit kanaal. De laatstgenoemde brug heet de Buitenhuizerbrug. Zijkanaal C en Zijkanaal B ontspringen beide in het Het IJ bij Spaarndam.
Zijkanaal A · Zijkanaal B · Zijkanaal C · Zijkanaal D · Zijkanaal E · Zijkanaal F · Zijkanaal G · Zijkanaal H · Zijkanaal I · Zijkanaal J · Zijkanaal K